# Walter Blume (aviación)
Walter Blume (Hirschberg, Alemania, 10 de enero de 1896 - Duisburgo, 27 de mayo de 1964) fue un as de la aviación alemana y un ingeniero aeronáutico. En tanto que ingeniero trabajó esencialmente en el seno de la compañía aeronáutica Arado Flugzeugwerke.

## Biografía
Walter Blume nació en Hirschberg, Silesia y en los inicios de la Primera Guerra Mundial se enroló a los 18 años en el Ejército Imperial Alemán siendo asignado al 5.° Batallón de Cazadores de Silesia; ese año fue herido.  
Postuló y fue aceptado para realizar el curso de piloto en la nueva arma aérea del ejército en 1915. Durante 1916 y 1917 sirvió como piloto de observación en el frente, ganándose la Cruz de Hierro de 2.a clase (24 de julio de 1916).
En enero de 1917, fue aceptado como piloto de combate en el escuadrón Jasta 26, donde se convirtió en un as de combate, siendo herido de gravedad en noviembre de 1917 en el curso de un combate con un escuadrón inglés. Tras tres meses de recuperación, Blume se reincorpora al servicio al mando del escuadrón Jasta 9 y anota 22 victorias, ganándose el título de as de combate y la Cruz de Hierro de 1.a clase.
En 1919, Blume se retira de la aviación alemana para ingresar en la Universidad de Hannover, donde se gradúa como ingeniero aeronáutico y empieza a trabajar en la Arado Flugzeugwerke como ingeniero jefe de diseño. Blume inculcó la filosofía de estar un paso adelante respecto del convencionalismo de los diseños aeronáuticos, involucrando aspectos prácticos y funcionales en sus aviones.
Walter Blume fue el diseñador de varias aeronaves muy reconocibles, tales como los aviones de instrucción Arado Ar 95, Arado Ar 96 (muy usado en la Luftwaffe) y el famoso hidroavión Arado Ar 196. Además diseñó el transporte táctico Arado Ar 232 y desarrolló el primer avión de reconocimiento y bombardeo táctico con propulsión a chorro del mundo, el Arado Ar 234. La carrera como ingeniero diseñador de Blume llegó a su fin cuando la Arado Flugzeugwerke fue cancelada como fábrica al fin de la guerra.
El Arado Ar 96, quizás su mayor éxito, continuó siendo fabricado por muchos años por la empresa checa Zlin.
Blume falleció en Duisburgo, Alemania, el 27 de mayo de 1964 a los 68 años de edad.